# Ida Maclean
Ida Smedley Maclean (14 giugno 1877 – 2 marzo 1944) è stata una biochimica inglese, prima donna ammessa alla London Chemical Society.

## Infanzia e formazione
Ida Smedley Maclean nasce a Birmingham da William Smedley, un uomo d'affari, e Annie Elizabeth Duckworth. Cresciuta in una ambiente familiare colto e progressista, fino all'età di nove anni studia a casa, dove la madre le fa da insegnante. Dal 1886 al 1896 studia alla King Edward VI High School for Girls di Birmingham; nel 1896 vince una borsa di studio e prosegue il suo percorso al Newnham College di Cambridge. Nel Natural Sciences Tripos dell'università studia chimica e fisiologia. Dopo una pausa di due anni, con una borsa di studio a Bathurst, nel 1901 intraprende l'attività di ricerca post-laurea presso il Central Technical College di Londra e successivamente presso il Davy-Faraday Research Laboratory della Royal Institution. Nel 1905, l'Università di Londra le conferisce il Dottorato in Discipline scientifiche. 

## Carriera accademica
Nel 1906 Ida Smedley Maclean ottiene il ruolo di assistente presso il dipartimento di chimica dell'Università di Manchester; è la prima volta che una donna fa parte dello staff del dipartimento. Vi insegna fino al 1910, oltre a condurre ricerche sulle proprietà ottiche dei composti organici. Nel 1910, sostenuta da una delle prime borse di studio Beit, inizia a lavorare presso il Lister Institute of Preventive Medicine, ricevendo per la sue ricerche in biochimica il premio Ellen Richards della American Association of University Women
Tra il 1920 e il 1941 pubblica circa trenta articoli sul Biochemical Journal, molti dei quali scritti in collaborazione con altri, aventi ad oggetto le sue ricerche sul ruolo degli acidi grassi negli animali e sulla sintesi dei grassi dai carboidrati. Nel 1927 è coautrice con Hugh Maclean della seconda edizione del suo libro The Lipins. Viene considerata un'autorità nel campo della biochimica e la sua monografia The Metabolism of Fat, pubblicata nel 1943, è la prima della serie Monographs on Biochemical topics di Methuen.

## Diritti delle donne
Ida Smedley Maclean si è impegnata per migliorare la condizione delle donne nelle università ed è stata tra le fondatrici, nel 1907, della British Federation of University Women. Dopo essere stata nominata membro del Royal Institute of Chemistry nel 1918, nel 1920 diviene la prima donna ad essere formalmente ammessa alla London Chemical Society. Dal 1931 al 1934 è componente del consiglio della London Chemical Society e dal 1929 al 1935 è presidente della British Federation of University Women, che in seguito le intitola una borsa di ricerca per studentesse e studiose. Dal 1941 al 1944 è fa parte del women's appointments board dell'Università di Cambridge.

## Vita privata
Ida Smedley è stata sposata con Hugh Maclean, collaboratore del Lister Institute. La coppia si è sposata il 28 marzo 1913  e ha avuto due figli. Muore il 2 marzo 1944, all'University College Hospital di Londra. Il suo corpo è stato cremato.